# Casei Gerola
Casei Gerola (lombardul: Casé) település Olaszországban, Lombardia régióban, Pavia megyében. Lakosainak száma 2328 fő (2023. január 1.). Casei Gerola Cornale e Bastida, Castelnuovo Scrivia, Isola Sant’Antonio, Mezzana Bigli, Molino dei Torti, Pontecurone, Silvano Pietra és Voghera községekkel határos.

## Népesség
A település népességének változása:
| Lakosok száma | 2547 | 2466 | 2328 |
|               | 2011 | 2018 | 2023 |